# رنه آبادی
رنه آبادی (فرانسوی: René Abadie‎; ۱۳ اوت ۱۹۳۵ – ۱۱ ژوئیهٔ ۱۹۹۶) دوچرخه‌سوار اهل فرانسه بود.